# Молон-Вилапијацола (Виченца)
Молон-Вилапијацола је насеље у Италији у округу Виченца, региону Венето.
Према процени из 2011. у насељу је живело 46 становника. Насеље се налази на надморској висини од 82 м.